# Hymenoscyphus vitellinus
Hymenoscyphus vitellinus är en svampart som först beskrevs av Rehm, och fick sitt nu gällande namn av Carl Ernst Otto Kuntze 1898. Hymenoscyphus vitellinus ingår i släktet Hymenoscyphus och familjen Helotiaceae.  Arten är reproducerande i Sverige. Inga underarter finns listade i Catalogue of Life.